# Mercedes-Benz W31
Mercedes-Benz W31 Typ G4 – terenowy samochód osobowy produkowany przez firmę Mercedes-Benz w latach 1934–1939, nosił oznaczenie wewnętrzne W31
G4 był rozwinięciem typu G1, zapoczątkowanego w 1926 roku. Wyposażony był w 8-cylindrowy silnik rzędowy, który w pierwszych trzech latach  miał pojemność 5018 cm³ i osiągał 100 KM (74 kW). Zsynchronizowana cztero-biegowa przekładnia przenosiła moc na cztery  tylne, lub  na wszystkie sześć kół. Cztery tylne koła były osadzone na dwóch sztywnych osiach o rozstawie 950 mm, zawieszonych na wspólnych semi-eliptycznych resorach piórowych. Przednia oś była sztywna ze sprężynami semi-eliptycznych. Wszystkie sześć kół posiadało hamulce hydrauliczne z serwowspomaganiem. Maksymalna prędkość była ograniczona do 67 km/h, (z powodu zastosowanych opon terenowych). Samochód zbudowany był na wydłużonej ramie, która umożliwiała uzyskanie obszernego wnętrza. Wygodne siedzenia dla siedmiu osób na dwóch kanapach, z przodu i z tyłu, w środkowym rzędzie  dwa fotele. Początkowo pojazdy były  przeznaczone dla SS i wykorzystywane przez Hitlera i jego adiutantów.  Samochodu tej marki używał wódz III Rzeszy w czasie pobytu w Polsce podczas kampanii wrześniowej, między innymi podczas pobytu 10 września 1939 roku w Końskich (obecne województwo świętokrzyskie) oraz po upadku Warszawy. Fabrycznie malowane były na sposób cywilny (z połyskiem) - popielata karoseria, czarne błotniki. W czasie wojny wszystkie pojazdy zostały przemalowane na matowy szary kolor lub  kamuflaż zależnie od przeznaczenia. Pojazdy G4 należące do najwyższych rangą członków partii posiadały często skierowane do tyłu reflektory, stosowane do oślepiania kierowców pojazdów zbliżających się z tyłu. Tylko 11 tego typu pojazdów zostało przeznaczonych dla Wehrmachtu.
Od 1937 zastosowano w G4 mocniejszy silnik o pojemności 5252 cm³ i mocy 115 KM (85 kW). Osiągi pozostały niezmienione poprzez zastosowane ogumienie. W latach 1937 i 1938 wyprodukowano 16 takich samochodów. Produkcję zakończono w 1939 roku.